# Hidróxido de plomo (II)
El hidróxido de plomo(II) es un compuesto inorgánico con la fórmula Pb(OH)2. No se ha aislado el material, pero su existencia se ha deducido como componente mal definido de soluciones de Pb(II). «Sin embargo, el plomo no parece formar un hidróxido simple, Pb(OH)2,» sino que forma óxidos y oxihidróxidos.

## Preparación
Al añadir hidróxido a una solución de una sal de plomo(II), se obtiene un óxido de plomo hidratado, PbO-xH2O (con x < 1). La hidrólisis cuidadosa de la solución de acetato de plomo(II) da como resultado un producto cristalino con la fórmula 6PbO-2H2O o Pb6O4(OH)4. Este material es un compuesto en racimo, formado por un octaedro de centros de Pb, cada cara del cual está limitada por un óxido o un hidróxido. Su estructura recuerda a la subunidad Mo6S8 de las fases Chevrel. 

## Reacciones
En solución acuosa, el hidróxido de plomo (II) es una base algo débil, que forma iones plomo (II),Pb2+, en condiciones débilmente ácidas. Este catión se hidroliza y, en condiciones alcalinas progresivamente crecientes, se vuelve algo ácido débil y forma Pb(OH)+
, Pb(OH)
2 (acuoso),  Pb(OH)−
3, y otras especies, incluidas varias especies polinucleares, por ejemplo,Pb
4(OH)4+
4 , Pb
3(OH)2+
4 , Pb
6O(OH)4+
6.  Al calentarse a temperaturas de descomposición, forma óxido de plomo (PbO) en forma amarilla, litargirio.
En el pasado, a veces se ha utilizado el nombre de «hidrato de plomo», pero no está claro si se refiere al Pb(OH)2 o al PbO-xH2O.  En 1964 se creía que no existía un compuesto tan simple, ya que donde se esperaba hidróxido de plomo se encontraba carbonato básico de plomo (2PbCO3-Pb(OH)2), u óxido de plomo(II) (PbO).Esto ha sido objeto de considerable confusión en el pasado. Sin embargo, investigaciones posteriores han demostrado que el hidróxido de plomo (II) existe efectivamente como uno de una serie de hidróxidos de plomo.